# Valgemetsa (przystanek kolejowy)
Valgemetsa – przystanek kolejowy w miejscowości Valgemetsa, w prowincji Põlva, w Estonii. Położony jest na linii Tartu - Koidula. 